# Liv och Maddie
Liv och Maddie (engelska Liv and Maddie) är en amerikansk situationskomedi-serie som skapades av John Beck och Ron Hart och produceras av It's a Laugh Productions för Disney Channel. Serien hade premiär den 19 juli 2013 på Disney Channel i USA. I Sverige hade serien premiär den 24 januari 2014.
Serien kretsar kring de 15-åriga enäggstvillingarna Liv och Maddie Rooney, båda spelade av Dove Cameron, med helt olika personligheter: Maddie är en sportig pojkflicka som glänser i skolans basketboll-lag, medan Liv haft en egen tv-show i Hollywood. 

## Skådespelare
- Dove Cameron som Liv och Maddie Rooney
- Joey Bragg som Joey Rooney
- Tenzing Norgay Trainor som Parker Rooney
- Kali Rocha som Karen Rooney
- Benjamin King som Pete Rooney

## Avsnitt
| Säsong | Säsong | Avsnitt | Sändes i USA                                        | Sändes i USA | Sändes i Sverige                                      | Sändes i Sverige |
| Säsong | Säsong | Avsnitt | Premiär                                             | Slutdatum    | Premiär                                               | Slutdatum        |
| ------ | ------ | ------- | --------------------------------------------------- | ------------ | ----------------------------------------------------- | ---------------- |
|        | 1      | 21      | 19 juli 2013 (smygtitt) 15 september 2013 (premiär) | 27 juli 2014 | 20 december 2013 (smygtitt) 24 januari 2014 (premiär) | TBA              |
|        | 2      | 13      | 21 september 2014                                   | TBA          | TBA                                                   | TBA              |